# みやま市消防本部
みやま市消防本部は、福岡県みやま市の消防部局（消防本部）。

## 沿革
- 1970年4月 瀬高町外二町消防組合設立、事務所を瀬高町大字小川5番地瀬高町役場内に設置
- 1970年6月 瀬高町外二町消防組合消防本部並びに三山消防署発足、消防本部、署を瀬高町役場内に設置
- 1970年12月 瀬高町役場内仮庁舎において消防業務開始
- 1971年6月 消防本部、署庁舎落成（瀬高町大字小川270番地）、新庁舎で業務開始
- 1972年4月 三山消防署高田出張所、山川出張所開設
- 1994年1月 消防緊急通信指令施設運用開始
- 2006年10月 高田、山川出張所を閉所し、1本部1署体制発足
- 2007年1月 瀬高町、高田町、山川町合併に伴い、みやま市が発足しみやま市消防本部・みやま市消防署に名称変更
- 2015年12月8日 みやま市消防本部を含む8つの消防本部の指令業務を、久留米市の筑後地域消防指令センターに統合[1]

## 組織
- 本部 - 総務課、予防課、警防課
- 消防署 - 第一統括中隊、第二統括中隊、潜水救助隊

## 主力機械
- 水槽付消防ポンプ車：1
- 消防ポンプ車：2
- 救助工作車：1
- 高規格救急車：3
- 指令車：1
- 資機材搬送車：1
- 業務連絡車：1
- 防災運搬車：1
- 防災広報車：1
- 広報車：1

## 消防署
| 消防署         | 住所               |
| -------------- | ------------------ |
| みやま市消防署 | 瀬高町小川2062番地 |